# Izyń
Izyń (biał. Ізін; ros. Изин) – wieś na Białorusi, w obwodzie brzeskim, w rejonie pińskim, w sielsowiecie Mołotkowicze.
Mapa WIG jako alternatywną nazwę wsi podaje Wizina.
W pobliżu wsi znajduje się Rezerwat Izyń.

## Historia
W dwudziestoleciu międzywojennym leżał w Polsce, w województwie poleskim, w powiecie pińskim, w gminie Chojno. Po II wojnie światowej w granicach Związku Sowieckiego. Od 1991 w niepodległej Białorusi.